# Budovcové z Budova
Budovcové z Budova byl český vladycký rod, později povýšený do panského stavu. Nejznámějším příslušníkem rodu se stal Václav Budovec z Budova.

## Historie

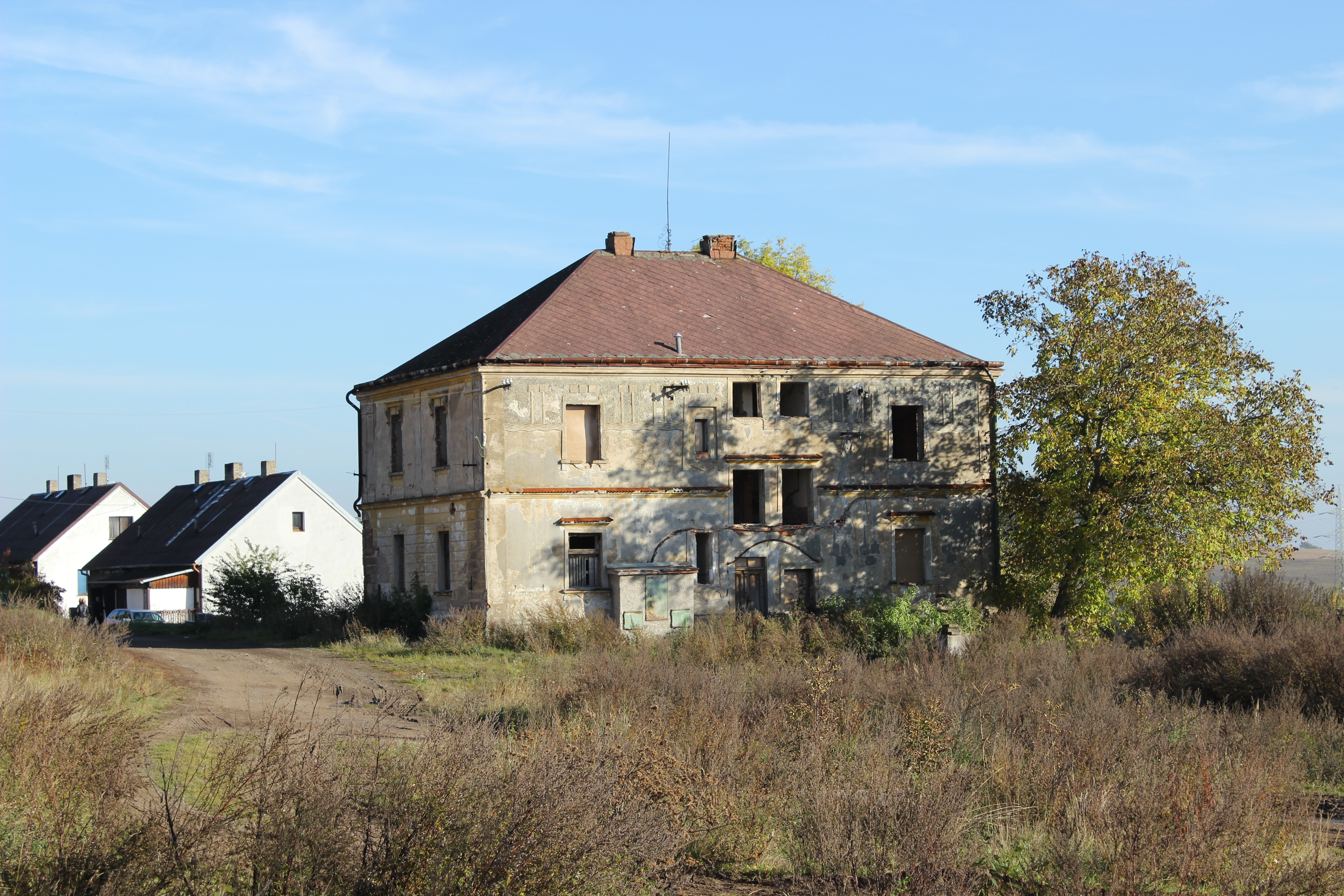
Zámek Budov

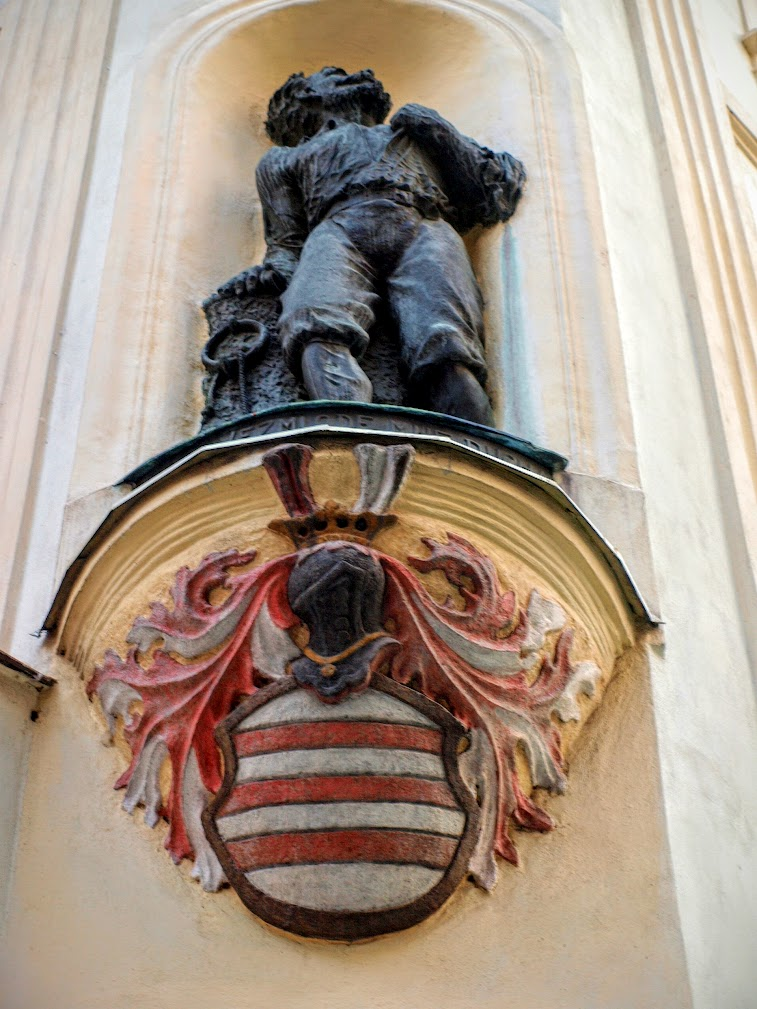
Pamětní deska a socha Václava Budovce z Budova popraveného na Staroměstském náměstí

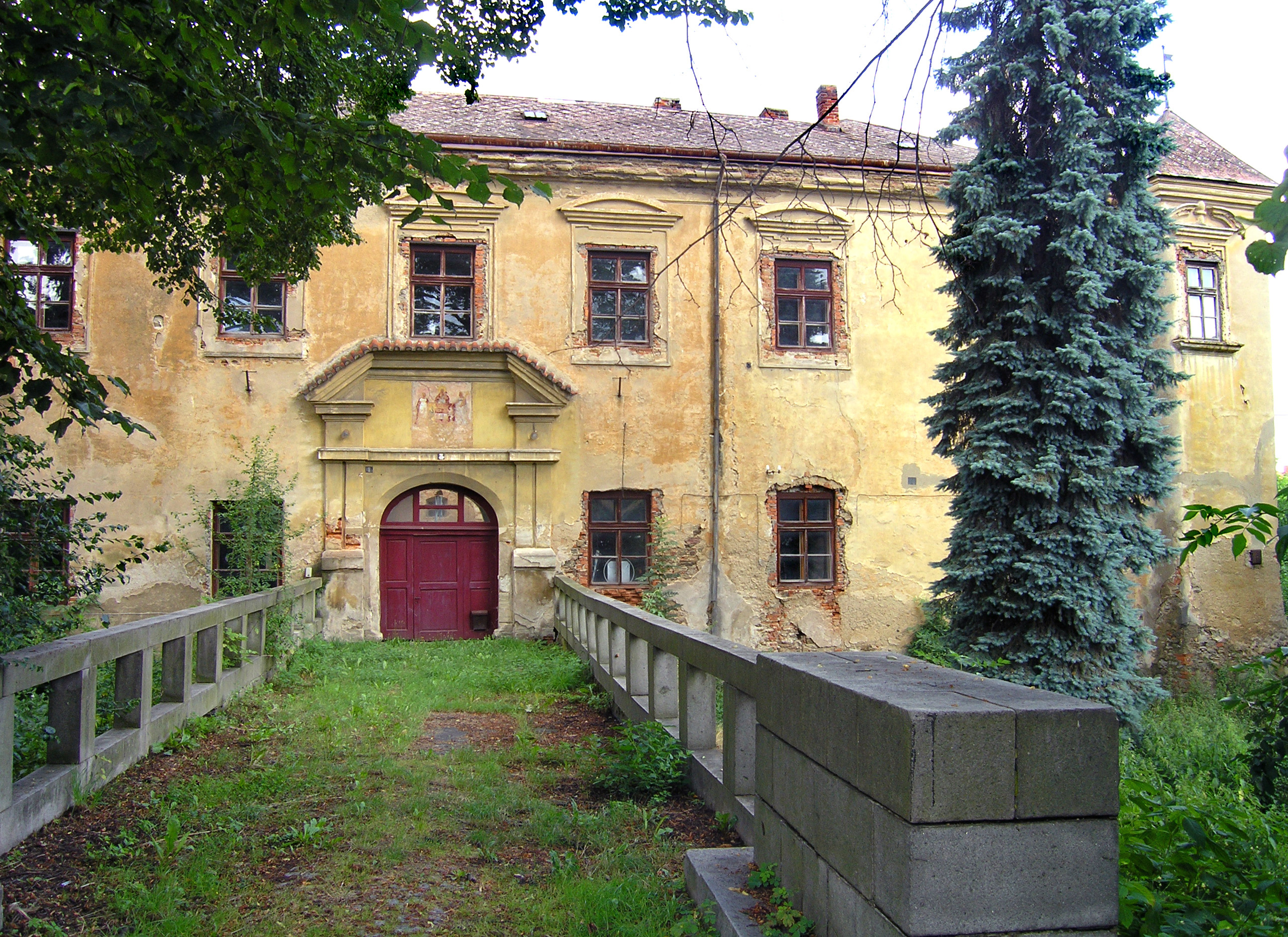
Zámek Červené Janovice, rodiště Václav Budovce

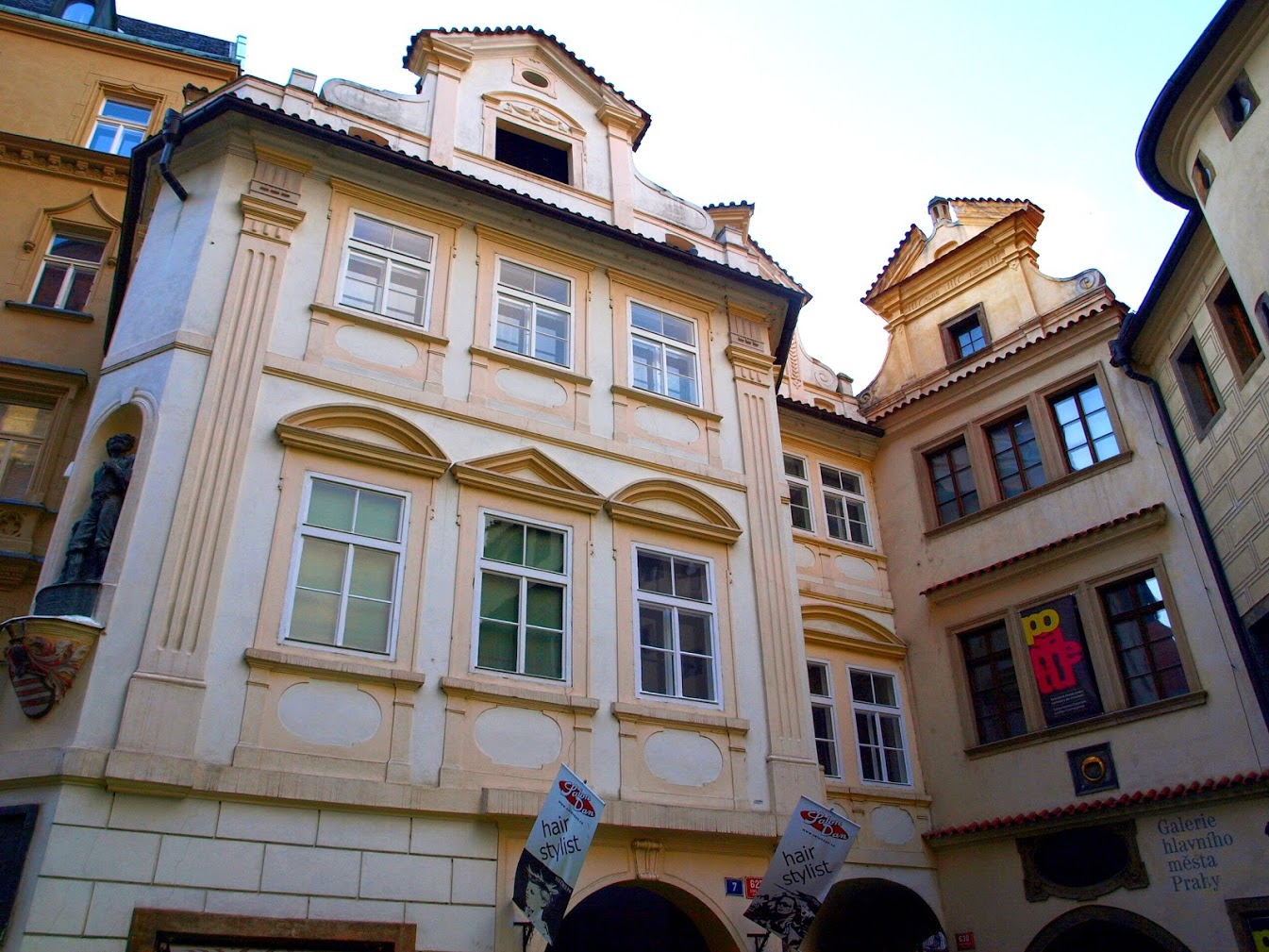
Dům Budovců z Budova na Starém Městě pražském vedle Týnského chrámu v sousedství Granovského paláce

První zmínky o nich pocházejí z konce 14. století. Podle zdrojů by mohly mít stejné předky jako mnohem starší Doupovcové z Doupova. Nejstarším ověřeným předkem je ovšem z počátku 15. století majitel tvrze Budov na Karlovarsku, Purkart z Budova. Nikdy nedrželi velký majetek, až synové Václava Budovce († 1541), jenž zplodil dohromady 15 dětí, Adam, Purkart, Jindřich, Kryštof a Václav nabyli značného majetku a prosadili se v královských službách. Jediný Adam měl potomky, Purkart s Kryštofem pobývali ve službách císaře Karla V. ve Francii a Španělsku. Jindřich válčil s Turky. Získali Liteň, Slatiňany i Hradiště nad Jizerou. Václav Budovec z Budova měl syna Adama, jenž roku 1620 emigroval († 1629), další příslušník rodu, který zde zůstal, zemřel ve druhé polovině 17. století a jím také rod vymřel.

## Václav Budovec zBudova
Nejznámější příslušník rodu žil v letech 1551–1621, vystudoval pražskou univerzitu i další školy v západní Evropě, kde strávil mnoho let a získal zde četná přátelství. S královstvím poselstvem se dostal až do Istanbulu, kde se naučil arabsky a turecky. Po návratu domů obhajoval zájmy české evangelické šlechty a jednoty bratrské, zasloužil se o vydání Majestátu císaře Rudolfa II. o náboženské svobodě. Když jej roku 1607 povýšili do panského stavu, koupil Mnichovo Hradiště a založil zdejší zámek. Napsal několik nábožensko-politických spisů, je autorem Antialkoránu, v němž popisuje svou cestu a pobyt v Cařihradu. Zvolili jej direktorem během stavovského povstání, po jehož porážce neutekl do ciziny a v Praze se stal ochránce královských klenotů. V červnu 1621 byl popraven.

## Erb
Byl podobný erbu Doupovců. Ve červeném poli štítu se nacházejí dvě stříbrná břevna.

## Pověst
Příběh, který vyprávěl Bartoloměj Paprocký z Hlohol a Paprocké Vůle, se věnuje vzniku erbu. Předek rodu Jiří dokázal změnit skoro prohranou bitvu Čechů s Uhry ve vítězství a za jeho počínání mu český kníže udělal přes obranný štít potřísněný krví dva stříbrné pruhy svými prsty.

## Příbuzní
Spřízněni byli s Hodějovskými, Vartemberky, Otty z Losu či s pány z Veitmile.